# Elezioni presidenziali in Lituania del 2014
Le elezioni presidenziali in Lituania del 2014 si tennero l'11 maggio; videro la vittoria della Presidente uscente Dalia Grybauskaitė.

## Risultati
| Candidati           | Partiti                                            | I turno   | I turno | II turno  | II turno |
| Candidati           | Partiti                                            | Voti      | %       | Voti      | %        |
| ------------------- | -------------------------------------------------- | --------- | ------- | --------- | -------- |
| Dalia Grybauskaitė  | Indipendente                                       | 612 485   | 46,64   | 701 999   | 59,08    |
| Zigmantas Balčytis  | Partito Socialdemocratico di Lituania              | 181 659   | 13,83   | 486 214   | 40,92    |
| Artūras Paulauskas  | Partito del Lavoro                                 | 160 139   | 12,19   |           |          |
| Naglis Puteikis     | Indipendente                                       | 124 333   | 9,47    |           |          |
| Valdemar Tomaševski | Azione Elettorale dei Polacchi in Lituania         | 109 659   | 8,35    |           |          |
| Artūras Zuokas      | Unione TAIP (Rinascita e Prospettiva della Patria) | 69 677    | 5,31    |           |          |
| Bronis Ropė         | Unione dei Contadini e dei Verdi di Lituania       | 55 263    | 4,21    |           |          |
| Totale              | Totale                                             | 1 313 215 | 100     | 1 188 213 | 100      |